# Streitkräftebasis
Die Streitkräftebasis (SKB) war ein eigenständiger militärischer Organisationsbereich der Bundeswehr von Oktober 2000 bis März 2025, jedoch keine Teilstreitkraft. Sie stellte sich als gemeinsame Dienstleistungseinrichtung der Bundeswehr dar und bündelte Aufgaben, die zuvor von den Teilstreitkräften (Heer, Luftwaffe und Marine) in Eigenverantwortung oder in den Zentralen militärischen Dienststellen wahrgenommen wurden.

## Allgemeines
Die Aufgaben und Kompetenzen der Streitkräftebasis waren:
- Aufspüren und Erkennen atomarer, biologischer oder chemischer Kampfmittel und Dekontamination
- militärischer Ordnungs- und Verkehrsdienst, Absicherung von Veranstaltungen der Bundeswehr, Ermittlungsunterstützung für Disziplinarvorgesetzte, Raum- und Objektschutz
- Versorgung von Soldaten im Auslandseinsatz mit Feldpost
- Unterstützung verbündeter oder befreundeter Streitkräfte während ihres Aufenthalts in Deutschland
- Entwicklung und Umsetzung von Konzepten und Strategien auf dem Gebiet der Kommunikation und Informationsarbeit
- theoretische und praktische Ausbildung der Kraftfahrer der Bundeswehr
- logistische Unterstützung der sonstigen Organisationsbereiche der Bundeswehr
- protokollarischer Ehrendienst und Militärmusikdienst
- Planung und operative Führung multinationaler Einsätze
- Verlegung großer Truppenteile, Gewährleistung der Unterbringung, der Kraftstoff- und Trinkwasserversorgung und des Brandschutzes im Einsatzgebiet, Unterstützung bei Katastrophenschutzeinsätzen

Zur Streitkräftebasis gehörten auch – früher so genannte – Zentrale Militärische Dienststellen (ZMilDBw), z. B. die Sportschule der Bundeswehr in Warendorf.
Auf eine eigene Uniform für die Streitkräftebasis wurde bewusst verzichtet, die integrierten Verbände tragen die Uniform der Teilstreitkraft, aus der sie eingegliedert wurden. Es ist daher nicht unüblich, dass in einer Einheit Uniformträger aller drei Teilstreitkräfte gemeinsam dienen.
Nicht zur Streitkräftebasis gehörte der Zentrale Sanitätsdienst der Bundeswehr, der als eigener militärischer Organisationsbereich eine vergleichbare Querschnittsfunktion für alle Truppengattungen übernimmt.

## Truppengattungen der Streitkräftebasis
Mit dem Wechsel von Teilen des Heeres zur Streitkräftebasis wurden Truppengattungen in Teilen oder ganz übernommen. Äußerlich sind diese Heeresuniformträger an ihrem Barettabzeichen, der Barettfarbe oder auch an der Waffenfarbe zu erkennen. Diese Truppengattungen sind:
- Feldjägertruppe (FJgTr)
- ABC-Abwehrtruppe (ABCAbwTr)
- Militärmusikdienst (MilMus)

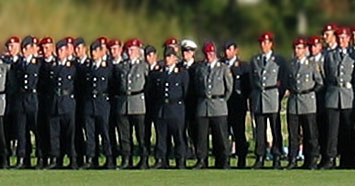
SKB-Rekruten beim Gelöbnis. Zu erkennen sind die verschiedenen Uniformen.

- Teile der Logistiktruppen (LogTr), Truppengattungsverbund aus der Nachschubtruppe (NschTr) und der Instandsetzungstruppe (InstTr)
- Teile der Pioniertruppe (PiTr) in Form des Spezialpionierregiments 164 in Husum

Angehörige aller anderen Truppengattungen sind in der Regel ebenfalls in der Streitkräftebasis vertreten, stellen jedoch in der Regel keine größeren „sortenreinen“ Teileinheiten.

## Geschichte

### 2000 bis Februar 2013
Die beiden Säulen der Streitkräftebasis waren anfangs das Streitkräfteunterstützungskommando und das Streitkräfteamt. Das Streitkräfteunterstützungskommando führte die Truppenteile zur Erledigung der Aufgaben der Streitkräftebasis in den Wehrbereichen und im Einsatz. Dazu zählten beispielsweise Führungsunterstützungstruppen, Logistiktruppen, Feldjäger, Musikkorps und Kräfte zur strategischen Aufklärung. Das Streitkräfteamt war vor allem die oberste truppendienstliche Stelle für Ausbildungs- und Forschungseinrichtungen im Bereich der Streitkräftebasis. Das Einsatzführungskommando, das Kommando Führung Operationen von Spezialkräften sowie das Kommando Operative Führung Eingreifkräfte waren organisatorisch im Bereich der Streitkräftebasis angesiedelt und führten Truppen aller Teilstreitkräfte und militärischen Organisationsbereiche im Einsatz, die dann direkt dem Generalinspekteur der Bundeswehr unterstanden. Daneben unterstanden einige weitere zentrale Dienststellen der Bundeswehr direkt dem Inspekteur der Streitkräftebasis. Eine zentrale Rolle im Transformationsprozess der Bundeswehr spielte das im Juli 2004 aufgestellte Zentrum für Transformation der Bundeswehr (ZTransfBw) mit Sitz in Strausberg.
Die Streitkräftebasis gliederte sich in den ersten Jahren nach ihrer Aufstellung grob in folgende Dienststellen:
|  | Streitkräfteunterstützungskommando, Köln |

|  | Streitkräfteamt, Bonn |

|  | Kommando Operative Führung Eingreifkräfte, Ulm |

|  | Amt für den Militärischen Abschirmdienst, Köln |

|  | Amt für Militärkunde |

|  | Bundesakademie für Sicherheitspolitik, Berlin |

|  | Deutscher Militärischer Vertreter MC/NATO/EU/WEU |

|  |  |

Rund 71.500 Soldaten und zivile Mitarbeiter gehörten zur Streitkräftebasis.

### Neuausrichtung der Bundeswehr
Am 20. September 2011 gab der damalige Bundesverteidigungsminister Thomas de Maizière bekannt, dass im Rahmen der Neuausrichtung der Bundeswehr geplant ist, die Anzahl der aktiven Soldaten in der Streitkräftebasis auf maximal 38.750 zu reduzieren. Davon sollten 35.500 Berufs-/Zeitsoldaten und zwischen 1.250 und 2.000 Freiwillig Wehrdienst Leistende (FWD) sein.
Zum 1. Oktober 2012 wurde als neues Führungskommando der Streitkräftebasis das Kommando Streitkräftebasis (KdoSKB) in Bonn in Dienst gestellt. Das KdoSKB stellt zentralisiert die Einsatzbereitschaft und Auftragserfüllung der Streitkräftebasis insgesamt sicher und übernahm die Führungsaufgaben des zum 1. Februar 2013 aufgelösten Streitkräfteunterstützungskommandos. Das KdoSKB ist somit die einzige verbliebene höhere Kommandobehörde innerhalb der Streitkräftebasis, womit auch in diesem Organisationsbereich die bis dahin bei der Bundeswehr übliche zweigeteilte Führungsstruktur – bestehend aus Führungskommando zur Führung der Truppenteile und Amt für Planungs-, Ausbildungs- und Forschungsaufgaben – aufgegeben wurde. Das Streitkräfteamt (SKA) existiert zwar weiterhin, ist nun jedoch dem KdoSKB unterstellt.

### Ab 2017
Im Jahr 2017 erfuhr die SKB, u. a. im Rahmen der Aufstellung eines militärischen Organisationsbereichs für den so genannten Cyber- und Informationsraum (CIR), eine deutliche Reduzierung. Den Anfang machte zum 1. Januar 2017 die Führungsakademie der Bundeswehr, sie wurde dem Generalinspekteur der Bundeswehr direkt unterstellt. Am 1. Juli 2017 wechselten das Führungsunterstützungskommando der Bundeswehr, das Kommando Strategische Aufklärung und das Zentrum Operative Information in den Organisationsbereich CIR. Gleichzeitig wurden das Kommando Feldjäger und das ABC-Abwehrkommando dem Kommando Streitkräftebasis direkt unterstellt. Die Personalstärke der Streitkräftebasis beläuft sich seitdem auf rund 27.400 aktive Soldaten.

### Ab 2020
Im Januar 2019 wurde durch das BMVg die Wiedereröffnung von acht bereits aufgelösten oder sich noch in der Auflösung befindlichen Munitions- und Materiallagern bekanntgegeben. Die schrittweise Wiederinbetriebnahme begann im Jahr 2020 und soll im Jahr 2031 abgeschlossen sein. Insgesamt sollen hierbei bis zu 600 neue Dienstposten für militärisches und ziviles Personal entstehen.
Des Weiteren wurde im April 2019 durch das BMVg die Neuaufstellung eines Logistikbataillons für NATO-Aufgaben am Standort Delmenhorst bekannt gegeben. Im Dezember 2019 wurde die Aufstellung von zwei neuen Regimentern in der SKB bekanntgegeben. Aufgestellt werden im Jahr 2020 das Logistikregiment 1 in Burg sowie das
ABC-Abwehrregiment 1 in Strausberg.

### Ab 2022
Im Juni 2022 wurde durch das Bundesministerium der Verteidigung die Aufstellung des Territorialen Führungskommandos der Bundeswehr (TerrFüKdoBw) bekannt gegeben, die Aufstellung wurde am 26. September 2022 vollzogen. Die SKB wird einige Aufgaben und Verbände an das neue Führungskommando abgeben, was eine weitere Reduzierung bedeutet, auch, weil das Kommando Territoriale Aufgaben der Bundeswehr im gleichen Atemzug aufgelöst, und das Multinationales Kommando Operative Führung an das neue Führungskommando übergeben wurde.

### Ab 2024
Am 4. April 2024 gab das Bundesministerium der Verteidigung bekannt, dass die Streitkräftebasis gemeinsam mit dem Zentralen Sanitätsdienst der Bundeswehr in einem Unterstützungsbereich zusammengefasst werden. Unter Führung des Unterstützungskommandos der Bundeswehr werden hier Aufgaben der Gesundheitsversorgung, der Logistik, des Feldjägerwesens, der ABC-Abwehr und der Zivil-Militärischen Kooperation wahrgenommen. Gleichzeitig sind Aufgaben weiterer zentraler militärischer Dienststellen wie dem Planungsamt der Bundeswehr dort verortet. Der Unterstützungsbereich Bundeswehr ist dem Stellvertreter des Generalinspekteurs der Bundeswehr unterstellt.

### Ab 2025
Zum 31. März 2025 erfolgte die Auflösung der Streitkräftebasis. Die zu diesem Zeitpunkt noch angehörigen Dienststellen wurden, zeitgleich zur Auflösung, dem neuen Organisationsbereich Unterstützungsbereich der Bundeswehr zugeordnet.

## Organisation und Führung
An der Spitze der Streitkräftebasis steht der Inspekteur der Streitkräftebasis im Kommando Streitkräftebasis. Als truppendienstlicher Vorgesetzter seines Organisationsbereichs untersteht er dem Generalinspekteur der Bundeswehr. Am 14. Mai 2024 erfolgte allerdings hiervon abweichend die Übergabe der Führung an den Stellvertreter des Inspekteurs der Streitkräftebasis, ohne diesen in die Position eines Inspekteurs zu heben. Dieser Zustand soll bis zum Übergang der Streitkräftebasis in das neue Kommando Unterstützung am 1. April 2025 bestehen bleiben. Dem KdoSKB als Führungskommando der Streitkräftebasis sind die folgenden Truppenteile und Dienststellen unterstellt:
|  | Logistikkommando der Bundeswehr (LogKdoBw) in Erfurt |

|  | Kommando Feldjäger der Bundeswehr (KdoFJgBw) in Hannover |

|  | ABC-Abwehrkommando der Bundeswehr (ABCAbwKdoBw) in Bruchsal |

|  | Streitkräfteamt (SKA) in Bonn |

|  | Amt für Militärkunde (AMK) in Bonn |

|  | Bundesakademie für Sicherheitspolitik (BAKS) in Berlin |

|  | Deutscher Militärischer Vertreter im Militärausschuss der NATO und EU (DMV MC/NATO und EU) |

|  |